# جف لاودر
جف لاودر (انگلیسی: Jeff Louder؛ زادهٔ ۸ دسامبر ۱۹۷۷) دوچرخه‌سوار اهل ایالات متحده آمریکا است. وی در مسابقات جیرو دیتالیا شرکت کرده است.